# Брессон, Ален
Ален Брессон (Alain Bresson; род. 1949) — французский антиковед, видный специалист по античной экономике, в особенности древнегреческой. Доктор (Doctorat d’Etat; 1994), заслуженный сервис-профессор Чикагского университета, ныне эмерит, с 2011 по 2014 год заведовал кафедрой классики.
Отмечен James Henry Breasted Prize (2017).
Получил образование во Франции как историк античности, со специализацией по греческой эпиграфике; докторскую степень получил в Университете Франш-Конте; стал профессором античной истории в Университете Бордо. В 2008 году перебрался в США. Стал именным заслуженным сервис-профессором (Robert O. Anderson Distinguished Service Professor) Чикагского университета, ныне эмерит. В 2011—2014 годах заведовал кафедрой классики. Гуггенхаймовский стипендиат (2018—2019).
Автор «The Making of the Ancient Greek Economy: Institutions, Markets, and Growth in the City-States» (Princeton, NJ: Princeton University Press, 2016. Pp. 648. ISBN 9780691144702), получившей в 2017 году James Henry Breasted Prize. Также автор книги La cité marchande (Bordeaux, 2000).
Публикации в переводе на русский
- Говорит империя: афинская архэ в V в. до н. э. = The words of empire: the athenian archē of the fifth century B. C. // Шаги/Steps. 2017. № 4.